# Paraplatytropesa rieki
Paraplatytropesa rieki är en tvåvingeart som först beskrevs av Paramonov 1957.  Paraplatytropesa rieki ingår i släktet Paraplatytropesa och familjen spyflugor. Inga underarter finns listade i Catalogue of Life.